# باكوا

باكوا

باكوا (Ba gua) أو باكو هو رمز للمعاني التي توجد في مجالات مختلفة من الثقافة الألفية الصينية: من الطاوية، إلى تقنيات الفنغ شوي، وفنون الدفاع عن النفس.
با تعني ثمانية، اما كوا فتعني تريكرام (رسوم بيانية). أي باكوا تعني ثمانية تريكرامات.عموما الشكل يمثل تاجيتو (Taijitu) مركزي، وتحيط به ثمانية تريكرامات من أي تشينغ (كتاب التغييرات)، كل نقطة مصطفة مع اتجاه سماوي، لتشكل مثمن منتظم. الخطوط التي تشكل التريكرامات تتميز بنوعين:
- الخطوط الكاملة: تمثل الأقطاب الإيجابية يانغ.
- الخطوط المقطعة: تمثل الأقطاب السلبية، يين.

كل تريكرام يتكون من ثلاثة خطوط، مجمعه في ثماني مجموعات مختلفة. كل تريكرام يمكن دمجة أيضا مع واحد من الاخرين، مما أدى إلى أربع وستين مجموعة من ستة خطوط. هذه أربعة وستون اساكرام هي أساس الكتاب الصيني أوراكل: تمثل كل ما يمكن من شروط الحياة الإنسانية. وهناك أسطورة تقول إن نظام التريكرام والإزيكرام وضعت من قبل تشو جونج: نسيب ومستشار أول امبراطور من اسرة تشو.
هناك نصين للباكوا، يختلفان في ترتيب التريكرام، وبذلك في مناطق النفوذ المختلفة. الأولى من هذه النسختين تسمى ترتيب التسلسل السماوية الأول، والثانية ترتيب التسلسل السماوية الثاني.